# Cabana (Peru)
A cidade peruana de Cabana é a capital da Província de Pallasca, situada no Departamento de Ancash, pertencente a Região de Ancash, Peru.